# Fredrik Magnusson
Karl Fredrik Magnusson, född 26 februari 1864 i Stånga församling, Gotlands län, död 26 januari 1925, var en svensk psykiater. 
Magnusson blev student vid Lunds universitet 1884, medicine kandidat vid Karolinska institutet i Stockholm 1889 och medicine licentiat där 1898. Han blev amanuens vid Serafimerlasarettets kirurgiska poliklinik samma år, biträdande läkare vid Kristinehamns hospital 1899, var extra provinsialläkare i Mulseryds distrikt, Jönköpings län, 1900–1901, biträdande läkare vid Uppsala hospital 1902–1904, läkare vid Visby hospital från 1904, läkare vid länscellfängelset i Visby från 1909 och skolläkare vid Visby högre allmänna läroverk från 1907 samt överläkare av första klass vid Östersunds hospital från 1913.
Magnusson författade Beskrivning över Östersunds hospital (utgiven av Medicinalstyrelsen 1921). Ernst Göransson skrev en minnesteckning över honom i Svenska läkartidningen 1925.
Han var gift med Agnes Emilia Zander (1870–1958).